# Пьедра (станция метро)
«Пьедра» (исп. Piedras) — станция Линии A метрополитена Буэнос-Айреса. Она является третьей от конечной  станции Площадь Мая. Станция расположена между станциями Лима и Перу на линии А. Недалеко от станции расположено кафе Тортони.

## Местоположение
Она расположена на известном проспекте Авенида де Майо, вместе её пересечения с calle Piedras, в районе Монсеррат. Станция всегда многолюдна из-за своего расположения в центре города Буэнос-Айрес, где находятся установлены несколько офисных зданий, и работают тысячи людей.

## История
Эта станция принадлежала к первой части линии открытой 1 декабря 1913 года связывая станции  Пласа Мисерере и Площадь Мая.
Станция была названа в честь битвы Лас-Пьедрас, состоявшейся в 1812 году между армией генерала Мануэля Бельграно и войск роялистов под командованием генерала Пио Тристана, на южном берегу Рио-де-Лас-Пьедрас.
В 1997 году эта станция была объявлена национальным историческим памятником.
Станция подверглась модернизации в 2007-2008 годах, но до сих пор сохраняет оригинальный пол 1913 года. В свою очередь, стены станции были восстановлены с оригинальным декором.

## Городские достопримечательности
В непосредственной близости от станции находятся:
- Pasaje Urquiza Anchorena
- Plaza Roberto Arlt
- Patio Joaquín Zavala Solís
- Известные бары Буэнос-Айреса Тортони
- Palacio Vera
- Hotel The Windsor
- Edificio Siemens
- Консульство Кабо-Верде
- Консульство Израиля
- Консульство Швеции
- Fiscalía de Cámara - Contencioso, Administrativo y Tributario
- Fiscalía General Adjunta - Contencioso, Administrativo y Tributario
- Instituto Superior Metropolitano de Arte
- Instituto de Formación Técnica Superior Nº1
- Centro Educativo de Nivel Secundario N°5
- Centro Educativo de Nivel Secundario N°62
- Centro de Formación Profesional N° 10 - Raul Scalabrini Ortiz
- Biblioteca Marisel Montoto Rodríguez
- Ministerio de Educación Gobierno de la Ciudad de Buenos Aires
  - Biblioteca Centro de Información Documental Educativa
- Biblioteca de la Superintendencia de Riesgos del Trabajo
- Academia Nacional del Tango
  - Museo Mundial del Tango
- Casas de las provincias de Neuquen y Tucumán
- Radio Continental
- Radio El mundo

## Галерея

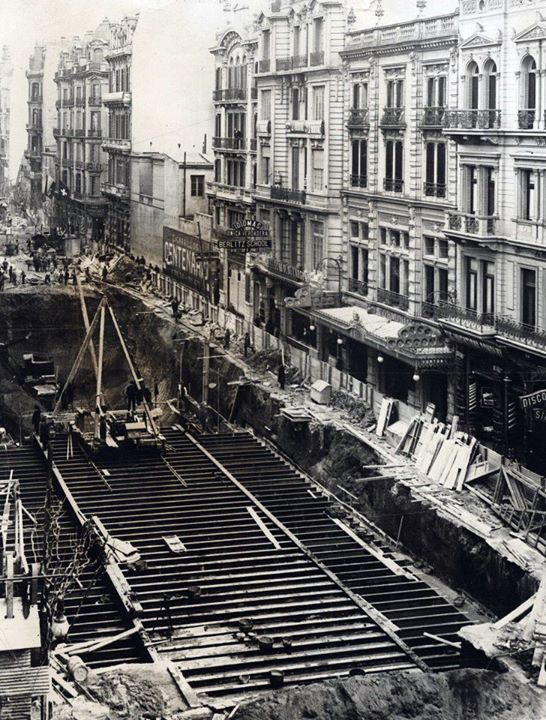
Строительство станции
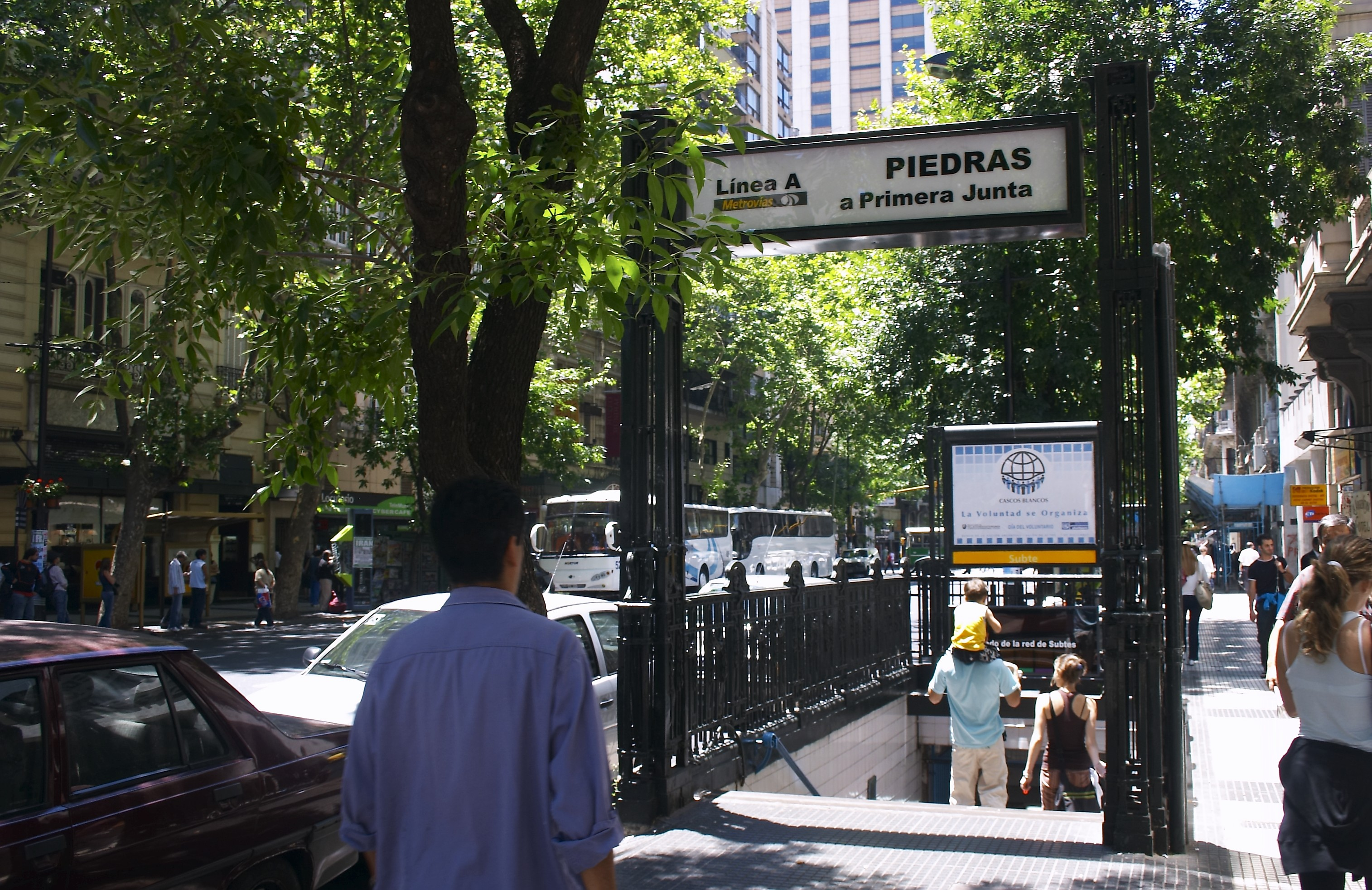
Вход на станцию
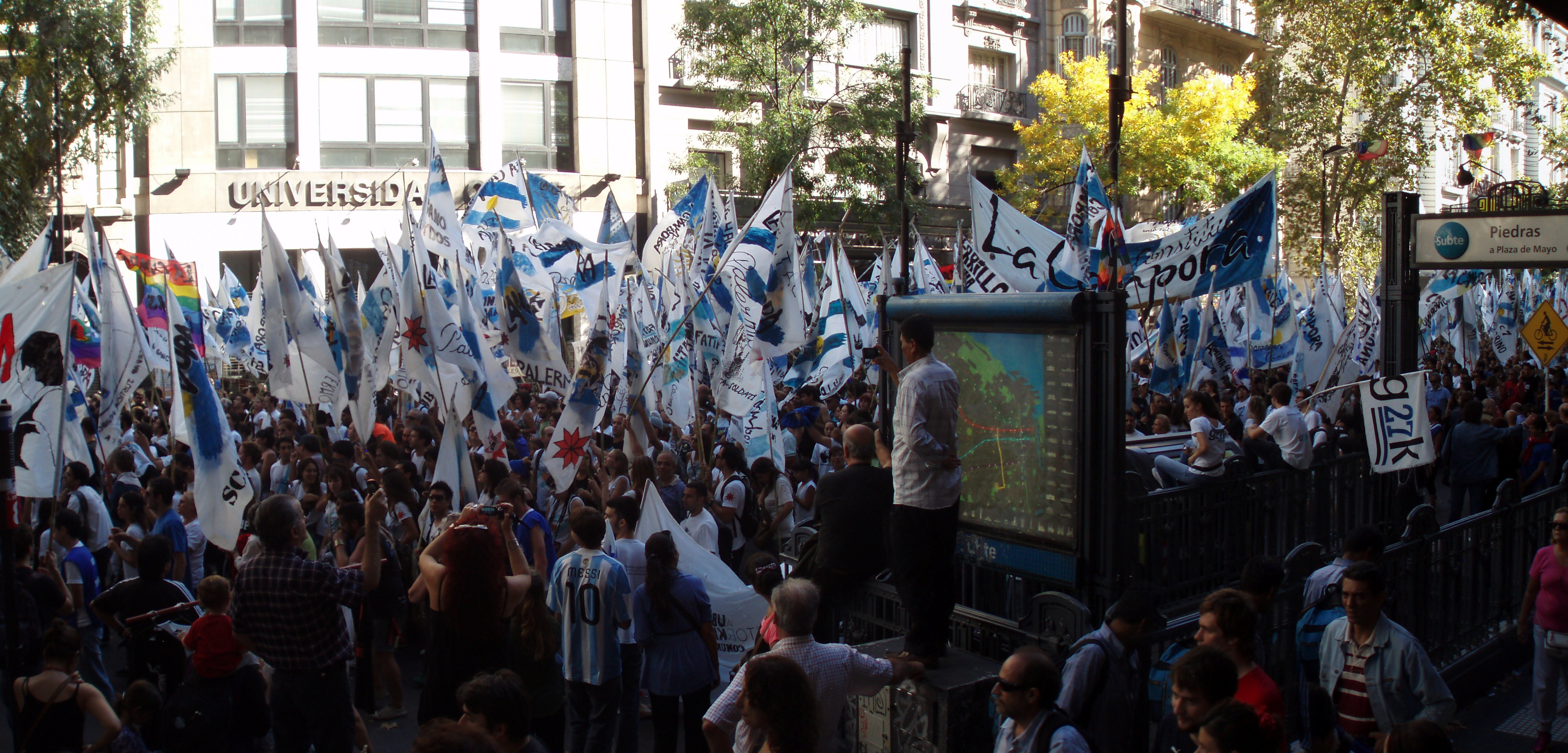
Демонстрация на Авенида де Майо
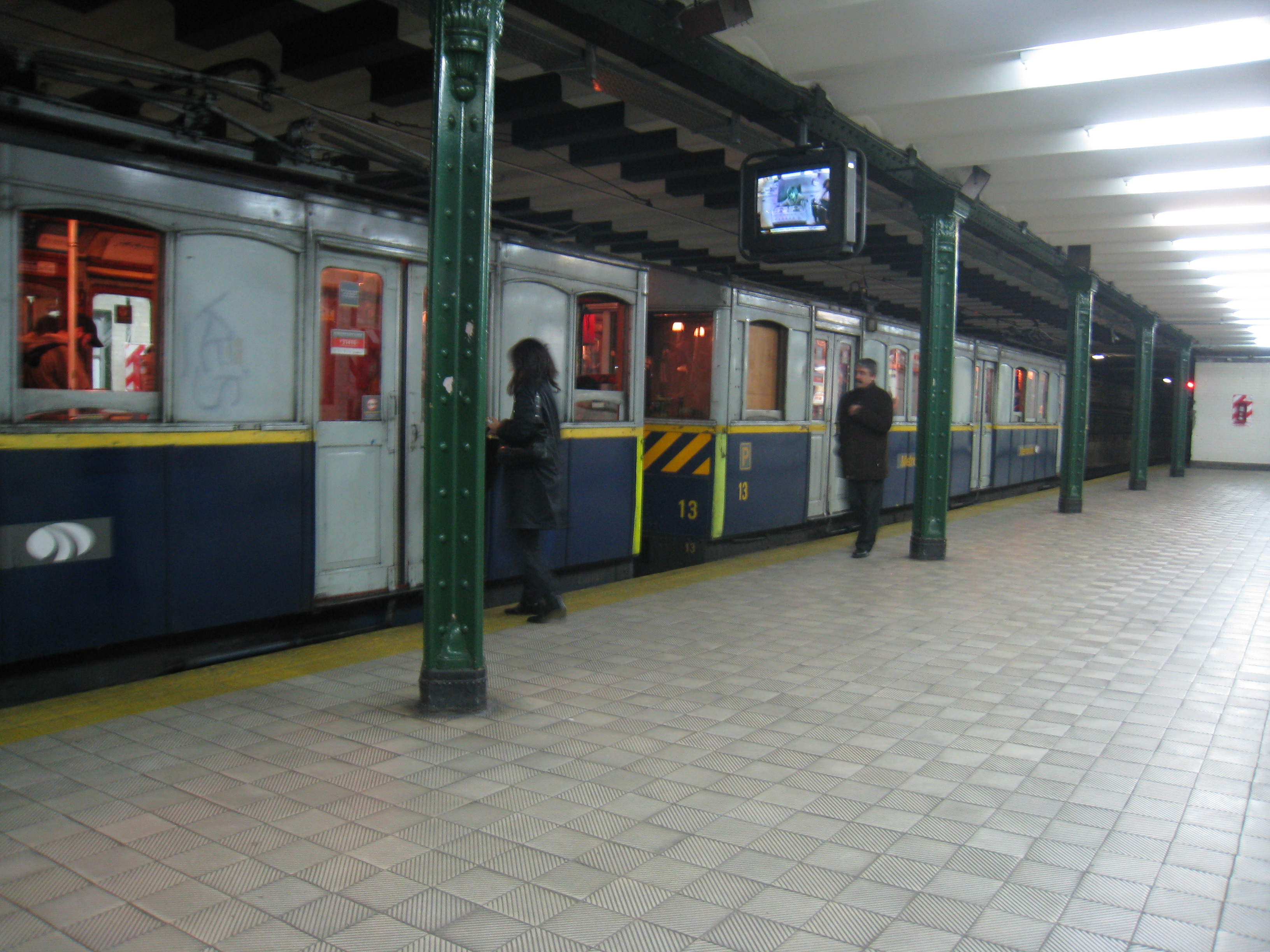
Поезд остановился
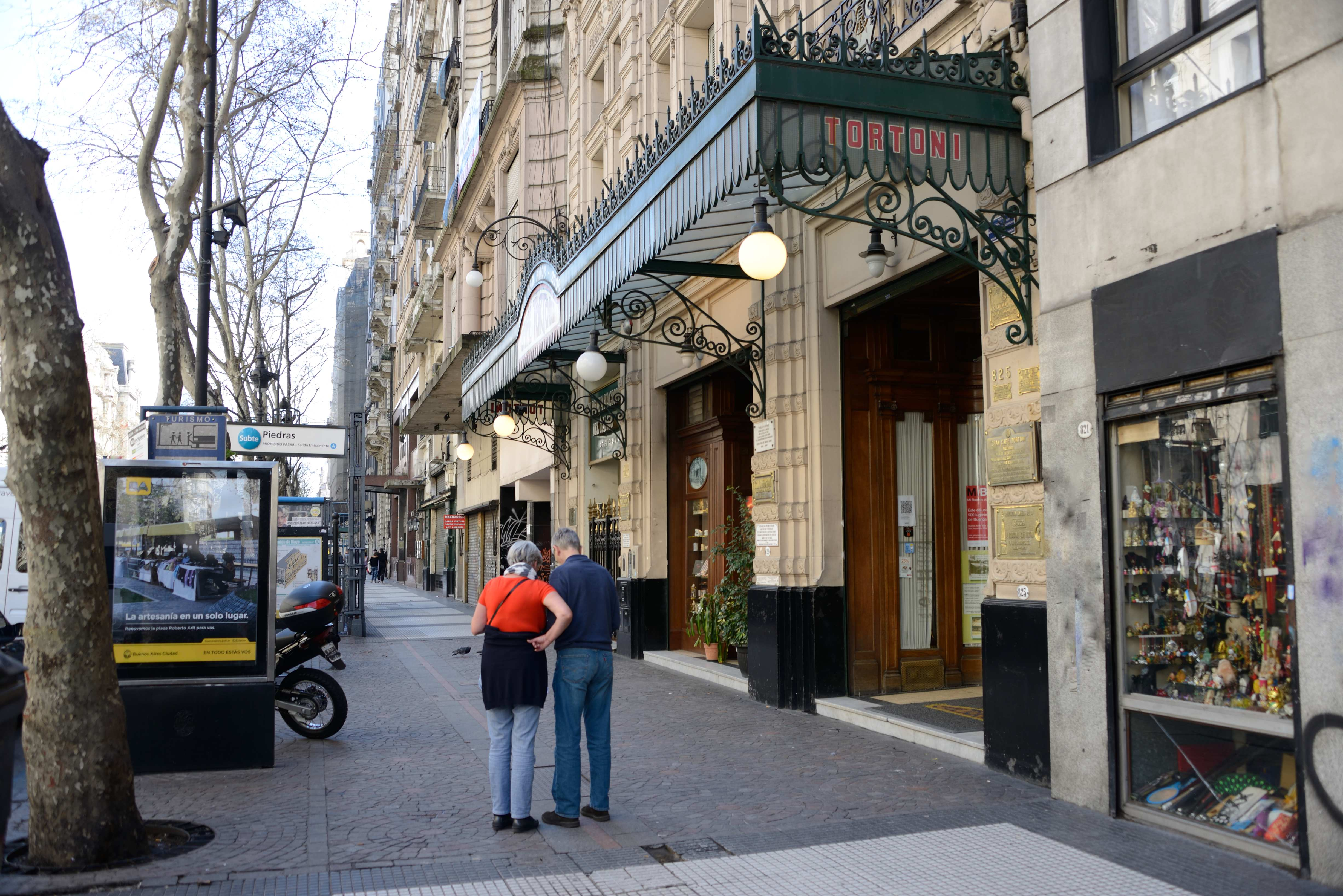
Кафе Тортони
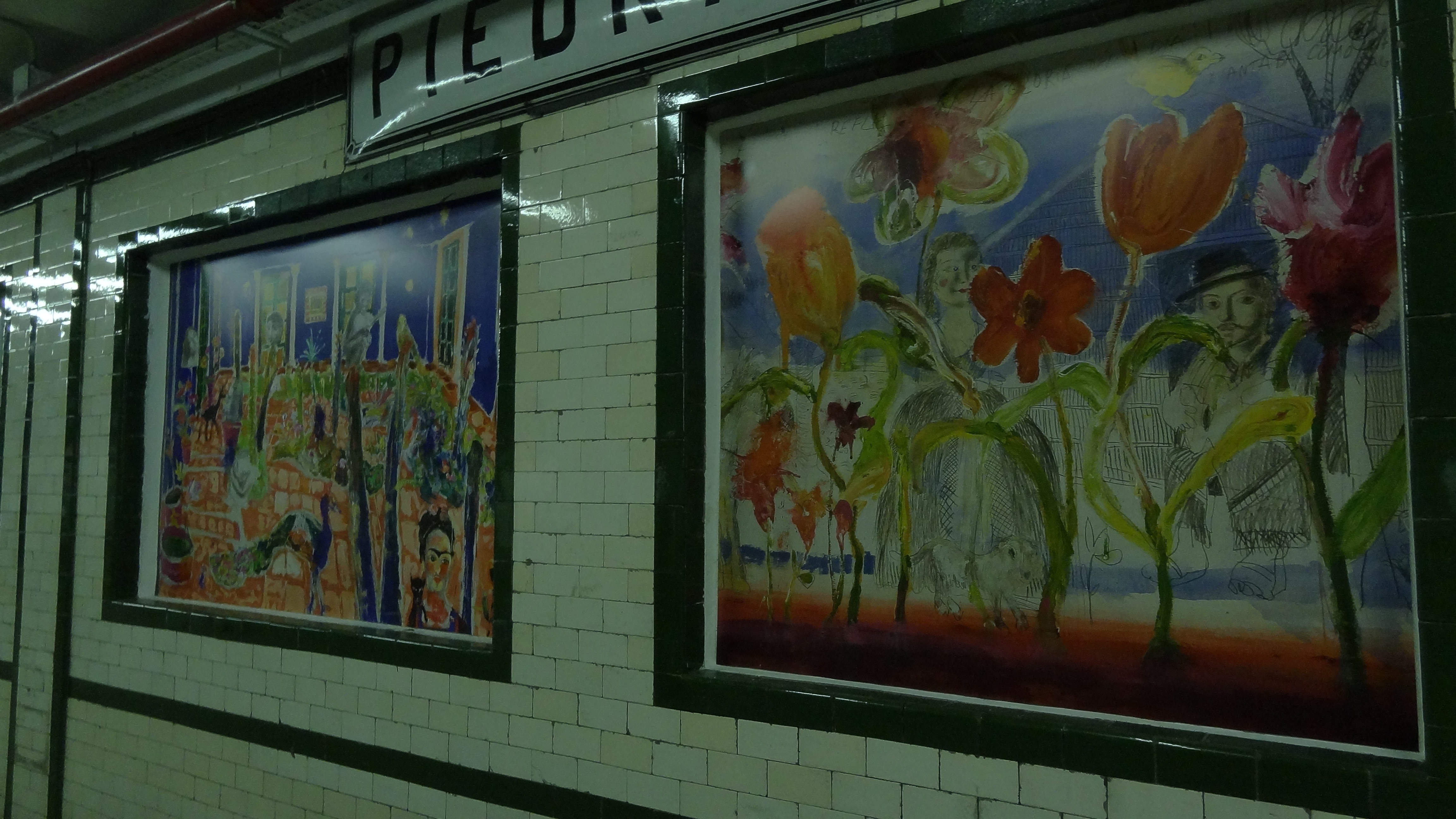
Реставрированные репродукции  в 2013 году